# Liboriuskirche
Unter dem Patrozinium des hl. Liborius stehen die folgenden Kirchen/Kapellen:

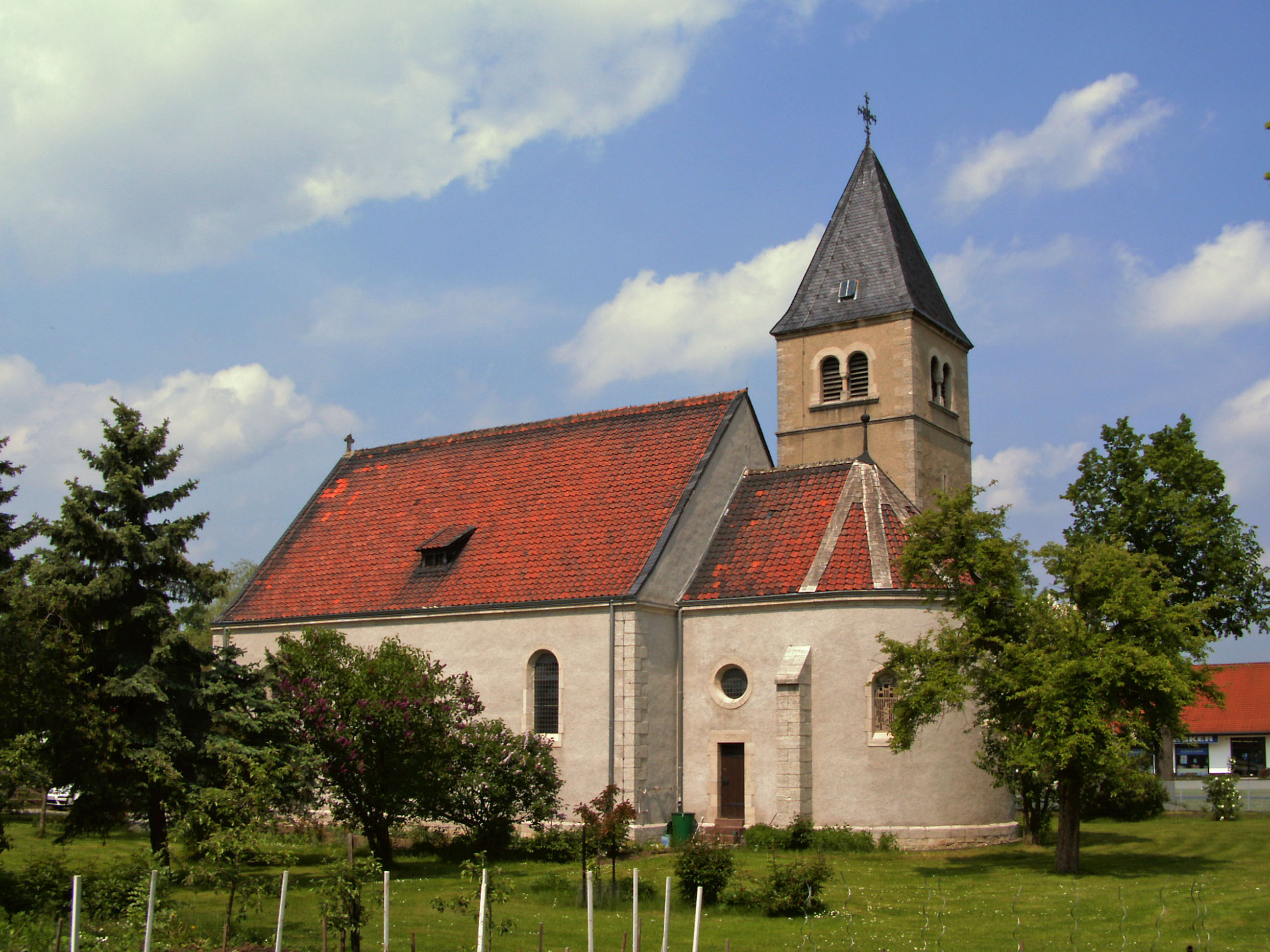
Gröningen, St.-Liborius-Kirche

- Bielefeld: Liboriuskirche (Bielefeld)
- Bochum: St. Liborius (Bochum)
- Boffzen: St. Liborius (Boffzen)
- Bremervörde: St.-Liborius-Kirche (Bremervörde), ev.-luth.
- Creuzburg: Liboriuskapelle (Creuzburg)
- Echternacherbrück: Liboriuskapelle (Echternacherbrück)
- Eissen: St. Liborius (Eissen)
- Gröningen: St. Liborius (Gröningen)
- Haldensleben: St. Liborius (Haldensleben)
- Heinsen: St. Liborius (Heinsen)
- Hergisdorf: St. Liborius (Hergisdorf)
- Lauenförde: St. Liborius (Lauenförde)
- Lügde: Ehemalige Franziskaner-Klosterkirche
- Paderborn: Hoher Dom St. Liborius (Paderborn)
- Siegen, Stadtteil Niederschelden: St. Liborius (Niederschelden)
- Wadern, Stadtteil Steinberg: St. Liborius (Steinberg)
- Wetter (Ruhr), Stadtteil Wengern: St. Liborius (Wengern)